# Chuña Huasi
Chuña Huasi es una localidad situada en el departamento Sobremonte, en la provincia de Córdoba, Argentina.
Está compuesta por 34 habitantes (Indec, 2022) y se encuentra situada a 193 km de la ciudad de Córdoba, sobre la ruta provincial N.º 18.
La principal actividad económica es la ganadería, seguida por la agricultura.

## Geografía

### Población
Cuenta con 34 habitantes (Indec, 2022), lo que representa un incremento del 50% frente a los 17 habitantes (Indec, 2010) del censo anterior.
| Gráfica de evolución demográfica de Chuña Huasi entre 2001 y 2022 |
|                                                                   |
| Fuente: Censos nacionales del INDEC                               |